# 蘇秦空腔介
蘇秦空腔介（学名：Ambostracon suchini）为粗面介科空腔介屬下的一个种。